# Cnaeus Domitius Ahenobarbus (Kr. e. 192)
Cnaeus Domitius Ahenobarbus (I. e. 3. század – I. e. 2. század) római politikus, az előkelő, plebeius származású Domitia gens Ahenobarbus-ágához tartozott. Ő volt a család első ismert tagja. Mind fia, mind unokája, mind dédunokája és még számos leszármazottja a consulságig jutott.
I. e. 196-ban aedilis plebis volt, és számos pecuariust – olyan embert, aki illegálisan a közföldeken legeltette állatait – megbírságolt. A befolyt összegből építtette meg a Tiberis szigetén Faunus templomát, amit praetori évében, I. e. 194-ben szentelt fel. I. e. 192-ben consulként a boik ellen harcolt, és miután azok megadták magukat neki, a hadszíntéren maradt a következő évig, amikor utódja, Scipio Nasica át nem vette az irányítást. I. e. 190-ben Lucius Scipio consul legatusa volt a III. (Nagy) Antiokhosz elleni háborúban.
Consuli évében állítólag egyik ökre latin nyelven szólva azt mondta: „Roma, cave tibi!” – azaz „Róma, óvakodj magadtól!”